# World Matchplay
World Matchplay var en professionell inbjudningsturnering i snooker som spelades mellan åren 1952 och 1957, 1976 samt mellan 1988 och 1992.
Turneringen skapades som ett alternativ till det officiella VM:et, som en följd av meningsskiljaktigheter mellan spelarna och biljard- och snookerförbundet BA&CC. Turneringen blev av de flesta ansedd som det "riktiga" VM:et, då den samlade alla de bästa spelarna. Då snooker blev mindre populärt under slutet av 50-talet upphörde turneringen. 1976 spelades en turnering, som denna gång var sanktionerad av det nya snookerförbundet WPBSA.
Turneringen återupptogs 1988 som en inbjudningsturnering dit de tolv första på rankingen bjöds in. Den sista turneringen spelades 1992.

## Vinnare
| År   | Vinnare        | Finalist         | Resultat | Säsong  |
| ---- | -------------- | ---------------- | -------- | ------- |
| 1952 | Fred Davis     | Walter Donaldson | 38 – 35  | –       |
| 1953 | Fred Davis     | Walter Donaldson | 37 – 34  | –       |
| 1954 | Fred Davis     | Walter Donaldson | 39 – 21  | –       |
| 1955 | Fred Davis     | John Pulman      | 37 – 34  | –       |
| 1956 | Fred Davis     | John Pulman      | 38 – 35  | –       |
| 1957 | John Pulman    | Jackie Rea       | 39 – 34  | –       |
| 1976 | Eddie Charlton | Ray Reardon      | 31 – 24  | 1976/77 |
| 1988 | Steve Davis    | John Parrott     | 9 – 5    | 1988/89 |
| 1989 | Jimmy White    | John Parrott     | 18 – 9   | 1989/90 |
| 1990 | Jimmy White    | Stephen Hendry   | 18 – 9   | 1990/91 |
| 1991 | Gary Wilkinson | Steve Davis      | 18 – 11  | 1991/92 |
| 1992 | James Wattana  | Steve Davis      | 9 – 4    | 1992/93 |